# 청주 산덕리 태실
청주 산덕리 태실(淸原 山德里 胎室)은 충청북도 청주시 상당구 문의면 산덕리에 있는, 조선 선조 21년(1588)에 태어난 선조의 일곱 번째 아들 인성군의 것으로 추정되는 태실이다. 1993년 6월 4일 충청북도의 기념물 제86호로 지정되었다.

## 개요
태실은 왕실에서 아기를 출산하면 그 태(胎)를 묻던 돌방으로 ‘태봉’이라고도 한다. 조선시대에는 왕자나 공주·옹주가 태어나면 태실도감을 임시로 설치하고 안태사로 하여금 명당자리를 찾아 태를 묻도록 하였다.
태실은 석함과 뚜껑돌을 별도로 만든 원통형의 태항아리에 안치하고 봉분을 조성하였다. 석함은 지름 118㎝, 높이 76㎝로 그 안에는 지름 64㎝, 깊이 58㎝의 내실을 마련하였으며, 뚜껑돌은 지름 119㎝, 높이 63㎝의 반원형이다.
태실비에는 이 태실의 주인공과 건립시기가 기록되어 있는데, 이 비는 조선 선조 21년(1588)에 태어난 선조의 일곱 번째 아들 인성군의 태실로 추정된다. 인성군 태실과 태실비는 1928년경에 도굴되어 유실되었던 것을 1994년 청주대학교 박물관의 발굴조사에 의하여 원형대로 복원한 것이다.

## 참고 문헌
- 청주 산덕리 태실 - 국가유산청 국가유산포털